# Luis Guzmán
Luis Guzmán (Cayey, 28 augustus 1956) is een Puerto Ricaans acteur. Hij won onder meer een Screen Actors Guild Award samen met alle acteurs van Traffic. Eerder werd hij voor dezelfde prijs genomineerd met de acteurs van Boogie Nights en met die van Magnolia.

## Biografie
Hoewel Guzmán ter wereld kwam in Puerto Rico, bracht hij het grootste gedeelte van zijn jeugd in Manhattan door samen met zijn moeder Rosa en zijn stiefvader Benjamin Cardona. Hij maakte in 1977 zijn film- en acteerdebuut met een naamloos rolletje in de dramafilm Short Eyes. Sindsdien was hij in meer dan zestig verschillende rollen op het witte doek te zien. Hoewel televisiewerk een aanzienlijk kleinere ruimte op zijn cv inneemt, speelde hij toch ook terugkerende rollen in televisieseries als Oz en John from Cincinnati.
Guzmán trouwde in 1985 met Angelita Galarza-Guzman, met wie hij vijf dochters kreeg.

## Filmografie
*Exclusief televisiefilms
| - We're the Millers (2013) - Mexicaanse agent - Journey 2: The Mysterious Island (2012) - Gabato - Arthur (2011) - The Taking of Pelham 123 (2009) - Fighting (2009) - Still Waiting... (2009) - He's Just Not That Into You (2009) - Yes Man (2008) - Nothing Like the Holidays (2008) - Beverly Hills Chihuahua (2008, stem) - Cleaner (2007) - War (2007) - Maldeamores (2007) - Hard Luck (2006) - School for Scoundrels (2006) - Fast Food Nation (2006) - Disappearances (2006) - Carlito's Way: Rise to Power (2005) - Dreamer: Inspired by a True Story (2005) - Waiting... (2005) - Lemony Snicket's A Series of Unfortunate Events (2004) - Runaway Jury (2003) - Dumb and Dumberer: When Harry Met Lloyd (2003) - Anger Management (2003) - Confidence (2003) - The Adventures of Pluto Nash (2002) - Welcome to Collinwood (2002) - Punch-Drunk Love (2002) - The Salton Sea (2002) - The Count of Monte Cristo (2002) - Home Invaders (2001) - Double Whammy (2001) - Traffic (2000) - Luckytown (2000) - Sam the Man (2000) - Table One (2000) | - Magnolia (1999) - The Bone Collector (1999) - The Limey (1999) - One Tough Cop (1998) - Snake Eyes (1998) - Out of Sight (1998) - Boogie Nights (1997) - The Brave (1997) - The Substitute (1996) - Stonewall (1995) - Lotto Land (1995) - The Cowboy Way (1994) - Hand Gun (1994) - El vagabundo con suerte (1994) - Carlito's Way (1993) - Mr. Wonderful (1993) - Guilty as Sin (1993) - Naked in New York (1993) - Innocent Blood (1992) - Jumpin' at the Boneyard (1992) - McBain (1991) - The Hard Way (1991) - Q&A (1990) - Family Business (1989) - Black Rain (1989) - Rooftops (1989) - True Believer (1989) - Crocodile Dundee II (1988) - *batteries not included (1987) - No Picnic (1987) - Heartbeat (1987) - Variety (1983) - Short Eyes (1977) |

## Televisieseries
- Poker Face (2023, aflevering 8)
- Wednesday - Gomez Addams (2022-heden, 6 afleveringen)
- Godfather of Harlem - Alejandro 'El Guapo’ (2019-)
- Code Black - Jesse Salander (2015-)
- Narcos - José Gonzalo Rodríguez Gacha (2015, zes afleveringen)
- How to make it in America - Rene Calderon (2010, zes afleveringen)
- John from Cincinnati - Ramon Gaviota (2007, tien afleveringen)
- Luis - Luis Cortez (2003, negen afleveringen)
- Oz - Raoul 'El Cid' Hernandez (1998-2000, twaalf afleveringen)
- New York Undercover - Det. Lopez (1995-1996, twee afleveringen)
- NYPD Blue - Hector Martinez (1993, twee afleveringen)

- Bibsys: 4010763
- Biblioteca Nacional de España: XX4905149
- Bibliothèque nationale de France: cb14184430j (data)
- Gemeinsame Normdatei: 139085165
- International Standard Name Identifier: 0000 0001 2135 4850
- Library of Congress Control Number: no2003015471
- Nationale Bibliotheek van Tsjechië: xx0077928
- Nationale Bibliotheek van Polen: a0000001616532
- SNAC: w6h42rs1
- Système universitaire de documentation: 066270480
- Virtual International Authority File: 61227146
- WorldCat: E39PBJqbgrbmcWYdcTygycgxjC